# NGC 3731
NGC 3731 је елиптична галаксија у сазвежђу Лав која се налази на NGC листи објеката дубоког неба.
Деклинација објекта је + 12° 30' 46" а ректасцензија 11h 34m 11,6s. Привидна величина (магнитуда) објекта NGC 3731 износи 13,1 а фотографска магнитуда 14,1. NGC 3731 је још познат и под ознакама UGC 6553, MCG 2-30-1, CGCG 68-3, NPM1G +12.0281, PGC 35731.